# Alt-Erlaa

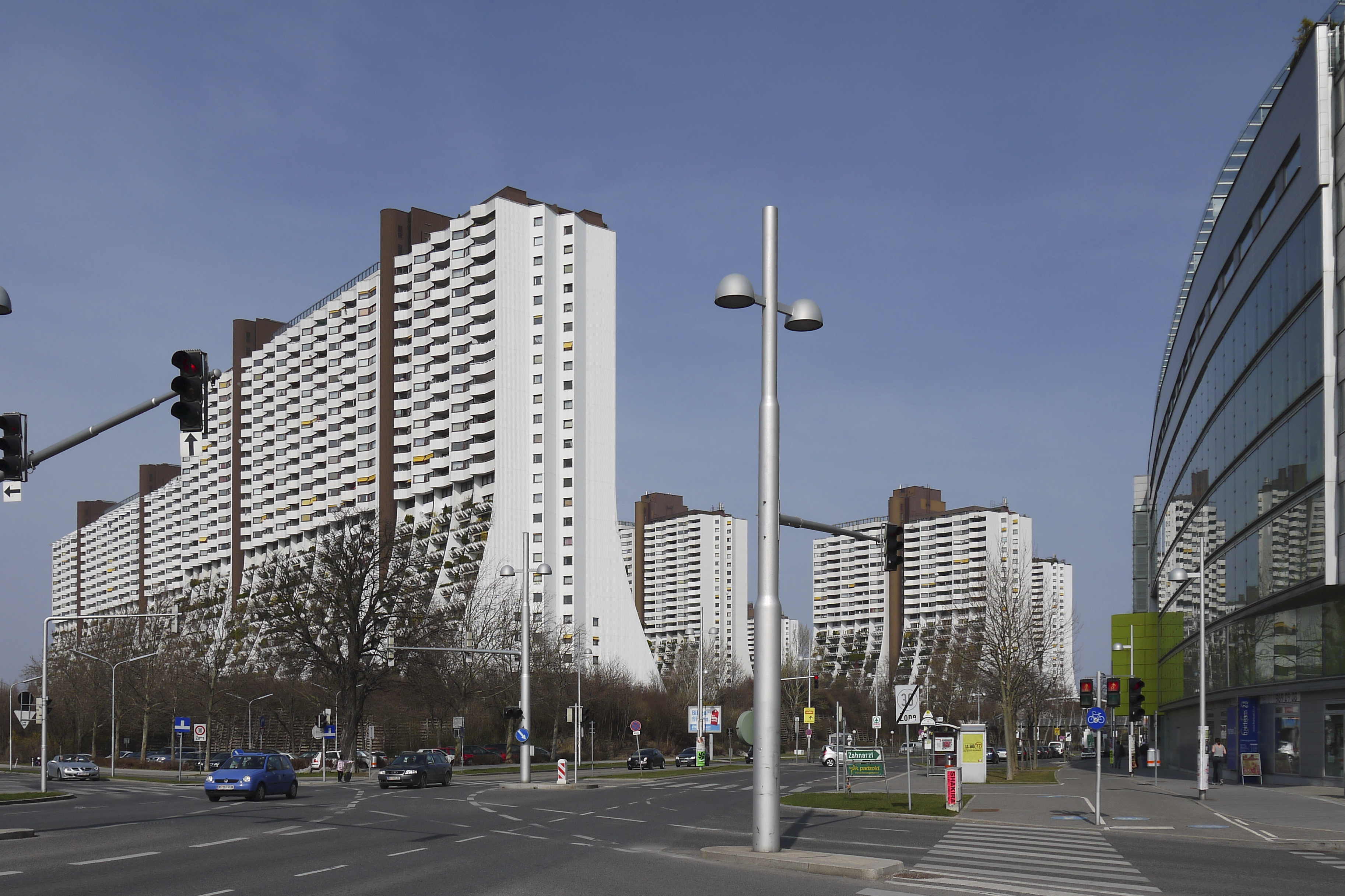
Alt-Erlaa

Alt-Erlaa (Wohnpark Alt Erlaa) är ett bostadsområde i Wien. Alt-Erlaa är med sina 240 000 kvadratmeter av de största bostadsområdena i Österrike och ses som en förebild för en fungerade satellitstad från 1970-talet. Alt-Erlaa började planeras 1968 och byggdes 1973–1985 av det kommunala bostadsbolaget Gesiba.
Omdet ligger södra Wien och här finns inköpscentrum, vårdcentraler, skolor, dagis, lekplatser, tennisplaner. Utmärkande är de sammanlagt sju simbassänger som finns på hustaken. Området planerades av en arbetsgrupp bestående av Harry Glück & Partner, Kurt Hlaweniczka och Requat&Reinthaller. Husblocken är mellan 23 och 27 våningar höga där de högsta är 85,1 meter höga och de lägre 73,6 meter höga.